# Partido Socialista de Yemen
El Partido Socialista de Yemen (PSY; en árabe: الحزب الاشتراكي اليمني, Al-Ḥizb Al-Ištiraki Al-Yamani) es un partido político en Yemen socialista democrático. Sucesor del Frente de Liberación Nacional de Yemen, fue el partido gobernante en Yemen del Sur hasta la unificación yemení en 1990. Originalmente marxista-leninista, el partido ha evolucionado gradualmente hasta convertirse en un partido de oposición socialdemócrata en el actual Yemen unificado.

## Historia

El emblema del Partido Socialista Yemení de 1978 a 1990

### Yemen del Sur
El partido fue fundado por Abdul Fattah Ismail en 1978, tras un proceso de unificación de varios grupos revolucionarios yemeníes tanto en el sur como en el norte de Yemen. El núcleo del PSY surgió de la Organización Política Unida del Frente Nacional. – resultado de la fusión de tres partidos, a saber, el Frente Nacional para la Liberación del Yemen del Sur Ocupado (FLN), el Partido de la Unión Democrática Popular (Marxista) y el Partido de la Vanguardia Popular (un partido baazista de izquierda) – y el Partido de Unidad Popular Yemení en Yemen del Norte, que a su vez surgió de la fusión de cinco organizaciones de izquierda, a saber, el Partido Democrático Revolucionario de Yemen, el Partido de Vanguardia Popular en Yemen del Norte, la Organización de Resistencia Revolucionaria Yemení, la Unión Democrática Popular y el Partido Laborista. El único partido legal del país, el PSY, ganó los 111 escaños en las elecciones parlamentarias en diciembre de 1978.
En el poder, el PSY se vio acosado por divisiones internas. En 1980, Ismail fue reemplazado como Presidente de Yemen del Sur por Ali Nasir Muhammad, que era un líder más moderado y conciliador en comparación con el izquierdismo prosoviético de Ismail. Intentó mejorar las relaciones con los vecinos árabes de Yemen del Sur y Occidente. El conflicto entre las dos facciones condujo a la Guerra Civil de Yemen del Sur en 1986, que llevó a la muerte de Abdul Fattah Ismail, aunque su aliado Ali Salem al Beidh tomó el control del partido, mientras que Haidar Abu Bakr al-Attas, más moderado, se convirtió en presidente. Al-Beidh y al-Attas ocuparían puestos en el gobierno de un Yemen reunificado hasta la Guerra Civil de 1994. Las elecciones parlamentarias se celebraron en octubre de 1986 y, aunque el PSY siguió siendo el único partido legal, se permitió que candidatos independientes participaran en las elecciones, ganando 40 de los 111 escaños, mientras que el PSY ganó los otros 71.

### Yemen Unificado
Tras sobrevivir a muchos levantamientos y conflictos civiles en Yemen, el colapso de la Unión Soviética y a la crisis del socialismo internacional, el PSY fue decisivo para lograr la unidad yemení y el establecimiento de una democracia multipartidista en la República de Yemen en mayo de 1990. En las primeras elecciones parlamentarias celebradas en el Yemen unificado en 1993, el PSY ganó 56 de los 301 escaños, quedando tercero, detrás del Congreso General del Pueblo (CGP) y el Partido Al-Islah. Los tres partidos formaron posteriormente un gobierno de coalición.
Tras la guerra civil de 1994, el gobierno del CGP confiscó la infraestructura y los recursos del partido y sus cuadros y miembros fueron sometidos regularmente a detenciones injustificadas y torturas. Boicoteó las elecciones parlamentarias de 1997, y no pudo nominar a un candidato para las elecciones presidenciales de 1999, ya que cualquier candidato potencial necesitaba el respaldo de 31 parlamentarios. En 2002 fue uno de los cinco partidos que formaron la alianza opositora de los Partidos de la Reunión Conjunta, Volvió a participar en las elecciones parlamentarias de 2003, recibió sólo el 3,8% del voto popular y ganó ocho escaños.
Los partidos de la Reunión Conjunta nominaron a Faisal Bin Shamlan como su candidato para las elecciones presidenciales de 2006. Sin embargo, fue derrotado por el expresidente Ali Abdullah Saleh del CGP.

### Guerra civil yemení y división en dos facciones
Antes de la Conferencia de Diálogo Nacional de 2012, diseñada para reducir la crisis en Yemen, el partido apoyó públicamente la implementación de la Sharia en Yemen, rompiendo con los orígenes secularistas del partido.
Tras el estallido de la Guerra Civil Yemení, el partido se dividió en dos facciones; una permaneció en Yemen y se autodenominó "PSY – Anti-Agresión" y declaró su lealtad al movimiento hutí y a su líder Abd al-Malik al-Houthi, mientras que gran parte de la dirigencia del partido, incluidos Abdulrahman al-Saqqaf y Yasin Said Numan, se exilió en Riad y respaldó al gobierno de Abdrabbuh Mansur Hadi. Después de la división, la facción "Anti-Agresión" emitió declaraciones en las que consideraba que la dirigencia de Riad había sido expulsada del partido por su apoyo a la intervención liderada por Arabia Saudita en Yemen, pidiendo su castigo como resultado.
La facción "Antiagresión" declaró su oposición a la coalición liderada por Arabia Saudita, prometiendo ayudar a los hutíes a derrotarla. Cabe destacar que esta facción del PSY ayudó activamente a facilitar la entrada de los hutíes en Ta'izz durante la batalla por la ciudad, uno de los centros históricos del PSY. En 2016, denunció a las Naciones Unidas por eliminar a Arabia Saudita de la lista de países responsables de dañar a los niños. También condenaron la decisión de la administración Trump de designar a los hutíes como grupo terrorista.
La facción pro-Coalición del PSY liderada por Abdulrahman al-Saqqaf recibió dos ministros en el gabinete yemení luego del acuerdo de Riad. En 2018, condenaron la toma de Adén por el Consejo de Transición del Sur (STC) y afirmaron su apoyo al gobierno de Hadi, pidiendo a Arabia Saudita que interviniera para revertir la situación. Sin embargo, también han criticado en ocasiones al gobierno de Hadi y en 2021, en medio del asalto hutí a Marib, emitieron una declaración conjunta con el Partido Al-Islah y varios partidos más pequeños condenando al gobierno por "no asumir su responsabilidad en los campos político, militar, económico y mediático".

## Ideología
El PSY, que en sus orígenes era un partido comunista marxista-leninista, se ha distanciado desde entonces del comunismo y ha adoptado el panarabismo y la socialdemocracia como sus principales ideologías. El partido también apoya la implementación del "estado de derecho" en Yemen.

## Secretarios Generales
- Abdelfatá Ismaíl (1978-1980)
- Ali Nasser Muhammad (1980-1986)
- Ali Salim al-Beidh (1986-1994)
- Ali Saleh Obad (Moqbel) (1994-2005)
- Yasin Said Numan (2005-2015)
- Abdulraham Al-Saqqaf (Desde 2015)

## Resultados electorales

### Elecciones parlamentarias en Yemen del Sur (1978-1990)
| Elección | Líder del partido   | Votos   | %    | Asientos | +/– | Posición | Resultado     |
| -------- | ------------------- | ------- | ---- | -------- | --- | -------- | ------------- |
| 1978     | Abdul Fattah Ismail | 596,787 | 100% | 111/111  | 111 | 1ro      | Partido único |
| 1986     | Ali Salem al Beidh  |         |      | 71/110   | 40  | 1ro      | Partido único |

### Elecciones parlamentarias en la República del Yemen (desde 1990)
| Elección | Líder del partido        | Votos      | %          | Asientos | +/– | Posición | Resultado          |
| -------- | ------------------------ | ---------- | ---------- | -------- | --- | -------- | ------------------ |
| 1993     | Haidar Abu Bakr al-Attas | 413,984    | 18.54%     | 56/301   | 56  | 2do      | Oposición          |
| 1997     | Haidar Abu Bakr al-Attas | Boicoteado | Boicoteado | 0/301    | 56  |          | Extraparlamentario |
| 2003     | Ali Salih 'Ubad Muqbil   | 277,223    | 4.69%      | 7/301    | 7   | 3ro      | Oposición          |